# Вайсерт, Магомед-Хаджи
Магомед-хаджи Вайсерт (род. 14 января 1930 год, Эйгенгейм, Запорожская область, Украина — 10 марта 2002 год, Мелчхи, Гудермесский район, Чеченская Республика) — авторитетный религиозный деятель, член Муфтията Чеченской Республики. Этнический немец.

## Биография
Родился в 1930 г. в немецкой колонии Эйгенгейм Запорожской области Украины в немецкой семье. В 1941 году вместе с родителями был депортирован в Кзыл-Ордынскую область Казахстана. Работал в колхозе, учился в ФЗО, затем работал на шахте, в геолого-поисковой партии. В Казахстане принял ислам. В 1956 г. переехал на постоянное место жительство в Чечено-Ингушетию. Работал строителем в колхозе, плотником на биохимзаводе. Совершил паломничество в Мекку, являлся членом Муфтията Чеченской республики.
В 1940-е годы, Вайсерт скитаясь в одиночестве, подружился с казахской семьей, а впоследствии, в период депортации чеченцев и ингушей сблизился с чеченцами, аргументируя это следующим: «мне чеченские обычаи пришлись особенно по сердцу».
Потомки Вайсерта ни по языку, ни по их образу жизни немцами не являются. Их родной язык — чеченский. Дети и внуки Вайсерта роднятся только с чеченцами.

## Память
В честь Вайсерта Магомед-Хаджи названа одна из улиц с. Мелчхи.